# ケータイWi-Fi
ケータイWi-Fi（ケータイワイファイ）は、2009年11月から、2021年9月末までサービス提供されていた、ソフトバンクのSoftBankブランドが提供する携帯電話による無線LAN経由のインターネット接続サービスの名称である。
同等のサービスとしてNTTドコモの「ホームU」、au（KDDI／沖縄セルラー電話連合）の「Wi-Fi WIN」がある。

## 概要
2009年5月に「ケータイ無線LAN」の名称で発表されたが対応機種が発表されず、サービスが開始されなかった。同年11月、対応機種の発売に合わせて「ケータイWi-Fi」と改称されてサービスが開始された。特徴はインターネット接続をする際に3G回線を通さず、一般の通信回線(ブロードバンド回線等)をWi-Fi経由で使用するので最大54Mbpsの高速通信が可能になることである。
家庭や職場の無線LANだけでなく、「ソフトバンクWi-Fiスポット」や全国4,200ヵ所のBBモバイルポイントで利用することが出来る(2016年1月14日以降はSHA-2対応端末のみ、屋外で利用可能。家庭や職場だけで利用する場合は料金はかからない)。
また、ソフトバンクモバイル(当時)が準備したポータルサイト「ケータイWi-Fiチャンネル」にアクセスすることで、新聞、雑誌、動画などブローバンドコンテンツの利用が可能となっている。
サービスの利用には「ケータイWi-Fiバリューパック」への加入が必要である。これはケータイWi-Fi月額使用料とパケット定額料金をパックしたものであるが、通常の3G回線を使った「パケットし放題」が下限1,029円～上限4,410円となっているのに対し、すべてWi-Fi経由でパケット通信を行った場合でも固定4,410円が課金される。この料金体系に関して孫正義社長は「実際にiPhoneを提供してわかったのは、自宅にWi-Fi環境を持っているような方は、段階制のパケット通信料でも上限に達している方が9割以上。シンプルに利用してもらえるように、今後展開したい。だとすれば段階制の定額は有名無実で、実態はフラット制。だとすれば、バリューパックでWi-Fiの価値を盛りだくさんに提供する。従って、別途Wi-Fi料金を取らないというシンプルなプランを目指した」と述べている。なお、2016年1月14日時点で、SHA-2非対応の端末で利用していた場合は、ユーザ自身が解除の手続きをしなければ本サービスの利用オプション料金が継続して課金される。
ただし、ケータイWi-Fiサービス開始に合わせて、一部のシャープ、NEC製機種に搭載された「ダイレクトブラウザ」を使用すれば、ケータイWi-Fiサービスを一切経由せずにWEBサイトを閲覧することは可能であり、この場合上記の料金は必要ない。ただし、ダイレクトブラウザで閲覧できるのはPCサイトのみであり、Yahoo!ケータイ経由のケータイサイト閲覧は不可能である。

## 対応機種
2015年11月17日現在対応端末。
- 931N
- 940SH
- 940N
- 941SH
- 941SC
- 941P
- 942P
- 943SH
- 944SH
- 945SH
- 945SH G
- 001P
- 001N
- 002SH
- 004SH
- 004SH PJ

ただし、2016年1月14日にログイン認証時のSHA-2の暗号化に対応していない端末の利用が不可となった(上記の線で消された端末)。一部の端末はソフトウェアアップデートによってSHA-2に対応させることで、継続利用を可能としている。
抹消された端末であっても、自宅でLAN接続設定して接続する分には継続して利用可能(無論、LAN接続経由では元からそうだが、PCブラウザ経由のに接続可能で、暗号化のかかっていないサイトのみ閲覧可能)。

## 月額利用料金
- ケータイWi-Fi（2011年6月1日から）
加入しているパケット定額オプションにより料金が異なる。
  - パケットし放題フラット：無料
  - パケットし放題/S：490円/月（税込）。ただし加入時・機種変更時から2年間無料
- ケータイWi-Fiバリューパック（2011年5月まで）
  - ケータイWi-Fi 490円/月（税込）[4] + パケット定額 4410円/月（税込） = 計 4900円/月（税込）[5]

2016年1月14日以降、SHA-2非対応の端末では利用出来なくなっているが、ユーザ自身で本オプションを解除しない限り、毎月467円(税抜)が利用できないのにもかかわらず課金され続けるため、注意が必要。